# باتريشيا باربر
باتريشيا باربر (بالإنجليزية: Patricia Barber)‏ هي مغنية وعازفة الجاز ومغنية مؤلفة وعازفة بيانو أمريكية، ولدت في 8 نوفمبر 1955 في شيكاغو في الولايات المتحدة.

## وصلات خارجية
- الموقع الرسمي
- باتريشيا باربر على موقع الموسوعة البريطانية (الإنجليزية)
- باتريشيا باربر على موقع ميوزك برينز (الإنجليزية)
- باتريشيا باربر على موقع أول ميوزيك (الإنجليزية)
- باتريشيا باربر على موقع ديسكوغز (الإنجليزية)